# Lycksele IF
Lycksele IF är en idrottsförening i Lycksele, Sverige. Klubben bildades 1914 och är uppdelad i sex sektioner: alpint, innebandy, fotboll, orientering, simning och skidor.

## Fotboll
I fotboll deltog laget i distriktsmästerskapen 1922 och den första matchen spelades mot Skellefteå IF den 23 juni 1922 med en förlust med 4-5. Lycksele IF vann Inlandsserien 1934 och fick då flytta upp till Södra Västerbottensserien. Laget kvalificerade sig 1941 för spel i Division III, där man första säsongen slutade på tredje plats. Åren 1942 och 1943 blev laget serietvåa. 
Efter några svagare år blev laget trea i Östra Nordsvenskan 1948. I distriktsmästerskapet samma år vann laget först över Sandviks IK och sedan besegrades Skellefteå AIK. I finalmatchen förlorade man dock med 0-1 mot IFK Holmsund. År 1949 blev det först serieseger och sedan vinst med 8-1 mot IFK Holmsund i distriktsmästerskapet. Laget fick ändå stanna kvar i Division III på grund av serieombildning då division III var den högsta serie som ett lag från Västerbotten då hade möjlighet att spela i. Nästa säsong slutade laget på tredje plats. Efter seger mot Sandviks IK den 8 juni 1952 vann Lycksele IF den Norrländska division III serien. Samma år vann Lycksele IF det norrländska mästerskapet efter seger med 3-0 mot Härnösands IF Älgarna i finalen.
Säsongen 1952/1953 vann laget sin Division III serie och säsongen 1953/1954 debuterade laget i Division II. Efter seger i Division II Norrland säsongen 1955/1956 gick man till kvalspel till Allsvenskan som första lag från de delar av Norrland som före 1953/1954 inte hade haft tillträde till Division II eller Allsvenskan. Lycksele IF spelade mot GAIS och förlorade bortamötet med 0-8 inför 28 000 åskådare och hemmamötet med 0-2 inför 9 000 åskådare. År 1966 fick laget lämna Division II, men kom tillbaka 1970, 1971 och 1977.
Kända fotbollsspelare
- Sven-Ola Sandberg (1933–2021) spelade i svenska ungdomslandslaget kring 1950.
- Rune Ångström (1923-2007). Vänsterytter. Specialist på straffar - 1949-1953 53 mål i följd, 1942-1949 57 mål i följd. En match i B-landslaget. Dessutom svensk lagmästare i nordisk kombination på skidor. Riksdagsman 1971-1991 för Folkpartiet. Ordförande i Svenska simförbundet 1982-1986 och svensk simledare vid OS 1984.
- Sigge Parling (1930–2016) värvades 1957 till Lycksele IF. Sejouren blev mycket kort, endast några månader. Han hann dock under den tiden göra en av sina 37 landskamper. Vid VM 1958 ingick han i det lag som förlorade finalen på Råsunda mot Brasilien med 5-2.
- Olle "Stins-Olle" Sandberg var målvakt i Lycksele på 1950- och 1960-talet och spelade trots att Lycksele var i en låg division i det svenska U-landslaget.
- Sven Lindman (1942-) från Ormsjö spelade för Lycksele IF 1962-1965 innan han flyttade till Djurgårdens IF. Där blev han svensk mästare 1966 och gjorde 21 A-landskamper och deltog i fotbolls-VM i Västtyskland 1974. Han var även proffs i österrikiska Rapid Wien.
- Dage Munter (1954-), spelade efter Lycksele IF i Örebro SK, GIF Sundsvall och Skellefteå AIK.
- Peter Nilsson (1958-), mittfältare, tre SM-guld med Öster och proffs i Club Brugge KV, spelade 35 A-landslagsmatcher

## Skidor
Inom skidsporten har Lycksele IF goda meriter. Lycksele har arrangerat svenska mästerskapen i längdskidåkning fyra gånger: 1934, 1954, 1965 och 1973. Lycksele var 1972 värd för Svenska Skidspelen.
Totalt har Lycksele IF vunnit ett 30-tal svenska mästerskap, både för män och kvinnor. 1936 vann brödratrion John, Ivan och Gösta Lindgren tillsammans SM i lag på 50 km, fortfarande en unik händelse i svensk längdåkning.
Kända skidåkare
- John Lindgren (1899-1990). Tävlande för IFK Umeå 1919-1925 och för Lycksele IF 1926-1937;vann 1927 både 18 km och 50 km i världsmästerskapen i Cortina, Italien. Han vann också 1924 det tredje Vasaloppet. Två SM på 50 km och ett på 30 km.
- Halvar Moritz (1906-1993), tog 1935 brons i stafett vid världsmästerskapen i Vysoké Tatry. Ett svenskt mästerskap på 30 km.
- Sture Grahn (1932–2024) blev världsmästare i stafett vid världsmästerskapen i nordisk skidsport 1958 och 1962. Två svenska mästerskap på 30 km.
- Ingvar Sandström (1942-) tog VM-brons i stafett 1970 och blev fyra på 30 km vid VM 1966. Svensk mästare på 15 km 1969. Deltog också i OS 1968.
- Clas Haraldsson (1933-1984). Deltog i OS 1948 och blev tia i nordisk kombination och 33 på 18 km. Vid VM 1950 blev han nia. Svensk mästare i nordisk kombination 1949 och 1951. Dessutom har han ett lagguld i nordisk kombination.

## Alpint
I de alpina grenarna är Karin Sundberg klubbens mest meriterade med sex SM-segrar.
Framgångsrika åkare:
- Karin Sundberg (1959-). Sex gånger svensk mästare. 1978 vann hon alla tre grenarna, slalom, storslalom och störtlopp. 1975 tvåa vid junior-EM i storslalom.
- Ingrid Sundberg. Syster till Karin. SM-guld i slalom 1966 och storslalom 1968. Deltog vid OS 1968.
- Kerstin Sundberg, syster till Karin och Ingrid. Tre junior-SM och tvåa i slalom vid senior-SM 1968.